# Ankaios
Ankaios (řecky Ἀγκαῖος, latinsky Ancaeus) byl v řecké mytologii silák a proslulý lovec z Arkádie.
Ankaios je jeden z řeckých hrdinů, který se připojil k účasti na slavné velké výpravě Argonautů, kterou pořádal Iásón k získání zlatého rouna z daleké Kolchidy. Má také svou význačnou úlohu v mýtu o Meleagrovi, synovi kalydónského krále Oinea a jeho manželky Althaie.

## Mezi Argonauty
Na lodi Argó na výpravě do Kolchidy vystupuje Ankaios jako známý silák, ale také jako rozvážný muž, který dokáže uklidnit i povzbudit své přátele a bojovníky. Jako její účastník je citován jako „největší siláci Héraklés a Ankaios“, ti, kteří „dostali bez losování prostřední lavičky, bez povinnosti veslovat“. Ankaios je vylíčen jako rozvážný vůdce v situaci, kdy zemřeli dva členové posádky a ostatní drželi smutek a propadali žalu a bezradnosti, Ankaios dodával odvahy ostatním mužům, aby se už chopili vesel a sám nastoupil na uprázdněné místo kormidelníka. Když loď nakonec dorazila ke břehům Kolchidy, byl to Ankaios, kdo navrhoval další postup vůči králi Aiétovi. 

## Lov kalydónského kance
V Aitólii ve středním Řecku vládl král Oinea, v hlavním městě Kalydón. Jednoho roku sklidili bohatou úrodu a král obětoval všem bohům, jenom na Artemis, bohyni lovu, zapomněl. Uražená bohyně za trest poslala na Kalydón strašného kance, který plenil kraj a byl nebezpečný lidem.
Králův syn Meleagros se rozhodl zbavit kraj strachu a kance zabít. Svolal nejstatečnější muže, mezi nimi i své bývalé druhy z lodi Argó, pozvání přijala i zkušená lovkyně Atalanta, do které se Meleagros zakoukal. 
Král uspořádal veliký hon, v hlubokém lesním úvalu vyplašili hrozného kance a zaútočili na něj oštěpy, ale jenom ho rozdráždili. Kanec jednomu lovci rozdrásal nohu a zmizel v křoví, kde ho dostihl šíp Atalanty a zabodl se mu za ucho. Muži se nechtěli nechat zahanbit ženou, prudce útočili a Ankaios se kanci postavil ostrou sekyrou. Kanec však zaútočil první a vrazil mu tesáky do břicha a Ankaios ve chvíli zemřel. Ostatní lovci na kance neúspěšně útočili, až Meleagros kance zabil. 